# Distretto di Šepetivka
Il distretto di Šepetivka (ucraino:Шепетівський район) è un distretto nell'oblast' di Chmel'nyc'kyj in Ucraina. Il suo centro amministrativo è la città di Šepetivka. Ha una popolazione di 276 735 abitanti.
Il 18 luglio 2020, come parte della riforma amministrativa dell'Ucraina, il numero di distretti dell'oblast di Chmel'nyc'kyj è stato ridotto a tre e l'area del distretto di Šepetivka è stata notevolmente ampliata.